# Alien – Die Wiedergeburt

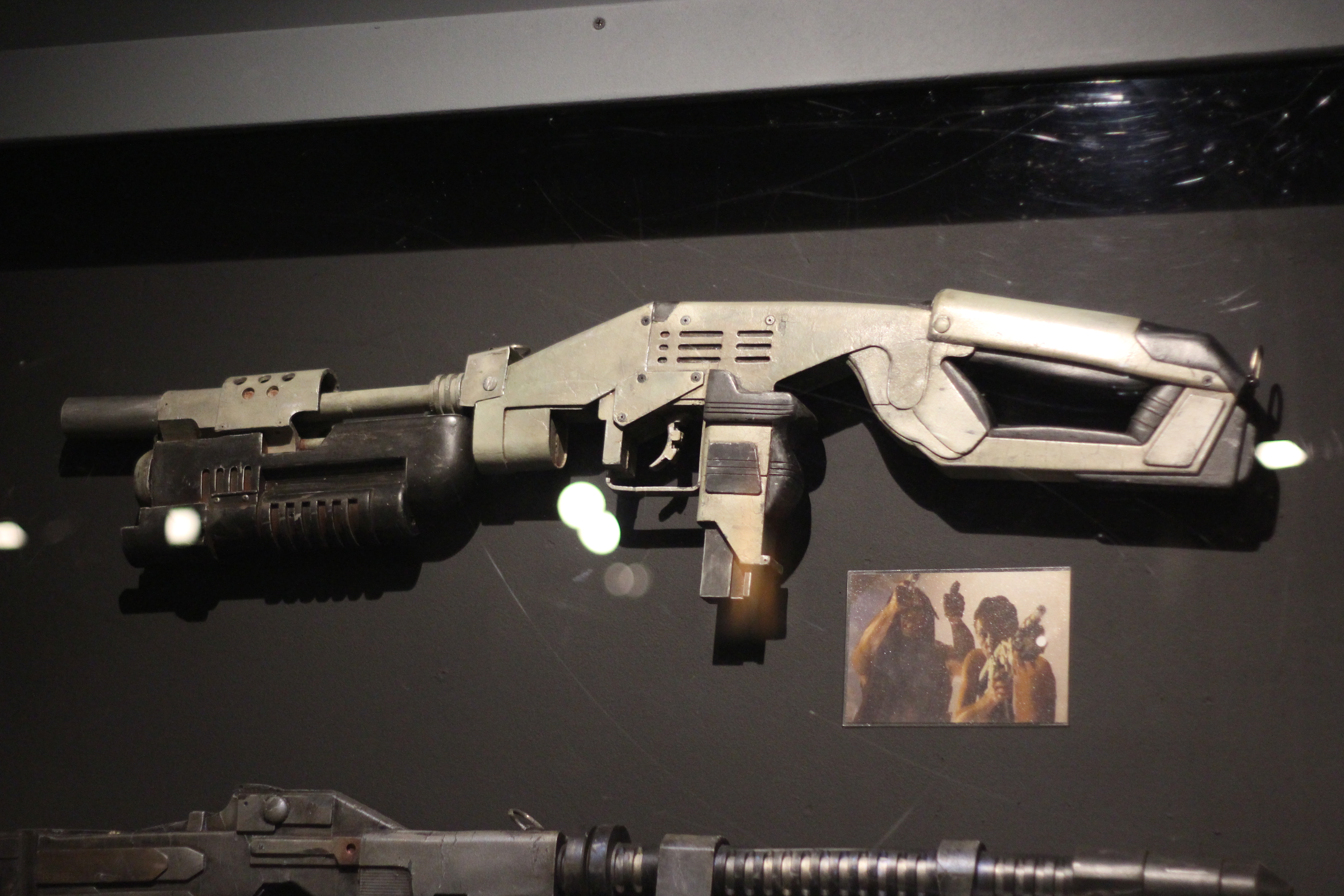
Waffe aus dem Film Alien – Die Wiedergeburt

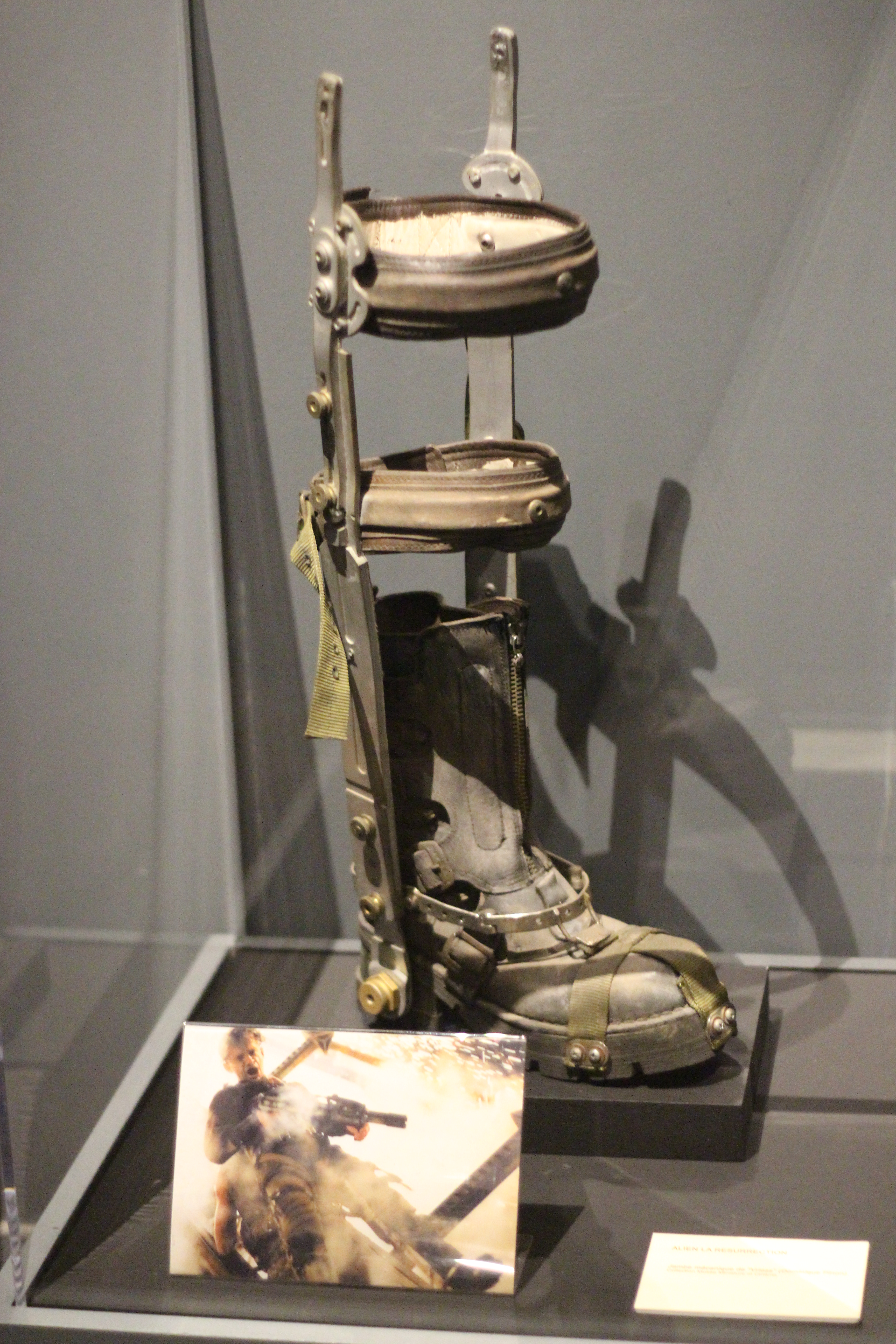
Prothese von Vriess

Alien – Die Wiedergeburt (Originaltitel Alien: Resurrection) ist ein US-amerikanischer Science-Fiction-Film des Regisseurs Jean-Pierre Jeunet aus dem Jahr 1997. Es ist der vierte Teil der Alien-Filmreihe. Wie in den drei Vorgängern spielt Sigourney Weaver die Hauptrolle. Der Film startete am 27. November 1997 in den deutschen Kinos. Die deutsche Synchronisation wurde erstellt von der Synchronfirma FFS Film- & Fernseh-Synchron GmbH, Berlin, und Joachim Kunzendorf war verantwortlich für das Dialogbuch und die Dialogregie.

## Handlung
Zweihundert Jahre nach ihrem Tod wird Ellen Ripley von Militär-Wissenschaftlern an Bord des Raumkreuzers U.S.M. Auriga wieder zum Leben erweckt: Von ihr erhalten gebliebene Blutproben werden dazu benutzt, sowohl sie zu klonen, als auch die Alien-Königin in ihrem Körper. Wider Erwarten überlebt sie den operativen Eingriff, bei dem die Königin entfernt wird. Ihre genetischen Anteile des außerirdischen Wesens verleihen ihr unter anderem übermenschliche Stärke und einen besonderen Geruchssinn. Die Wissenschaftler wollen eine größere Alien-Population entstehen lassen, da sie sich hiervon wissenschaftliche Innovationen erhoffen. Zu diesem Zweck benötigen sie Wirtskörper, die ihnen von Weltraumpiraten in Form entführter Kolonisten geliefert werden. Bald schon schlüpfen die ersten Aliens, die in vermeintlich ausbruchssicheren Käfigen untergebracht sind.
Es gelingt den Kreaturen jedoch zu entkommen, indem sie eine der ihren töten. Deren stark ätzendes Blut zerstört den Käfig und ebnet so den verbliebenen Aliens den Weg in die Freiheit. Die Entkommenen dezimieren die Wissenschaftler und Marines. Schließlich verbündet sich Ripley mit den noch an Bord befindlichen Weltraumpiraten, darunter auch der misstrauischen Call. Diese hatte den Auftrag, Ripley zu töten, bevor ihr die Königin entfernt wird. Gemeinsam mit den wenigen verbliebenen Besatzungsmitgliedern versuchen sie, die Auriga zu verlassen. Das Schiff hat durch die Notfallsituation automatisch Kurs auf die Erde genommen, wodurch die Aliens auch dort zur Gefahr zu werden drohen. Die Gruppe beschließt, mit dem Raumschiff der Piraten, der Betty, zu fliehen, und die Auriga zu sprengen. Auf dem Weg zur Betty wird die Gruppe nach und nach durch Angriffe der Aliens dezimiert.
Als die Gruppe in einen Hinterhalt gerät, wird Call von einem der Wissenschaftler erschossen, der durch eine Tür flüchtet, die er hinter sich verriegelt. Als Call kurze Zeit später von außen die Tür öffnet, um der Gruppe die Flucht zu ermöglichen, stellt sich heraus, dass sie ein Auton ist, ein von Robotern entwickelter Android. Ripley bittet Call, sich in den Zentralcomputer der Auriga einzuloggen, um das Schiff vor dem Erreichen der Erde zu sprengen. Call findet dabei heraus, dass die noch verbliebene Energie des Schiffs für eine Sprengung nicht ausreicht. Ripley lässt Call daher das Schiff auf einen Kollisionskurs mit der Erde steuern, um es auf diese Art zu zerstören. Call aktiviert anschließend die Betty und öffnet alle Türen dorthin, um der Gruppe die weitere Flucht von der Auriga zu ermöglichen.
Ripley landet schließlich im Brutraum der Königin und erkennt, dass diese durch das Klonen ebenfalls mutiert ist und nun über eine Gebärmutter verfügt. Die Königin gebiert eine neuartige Mensch-Alien-Kreatur, die Ripley für ihre Mutter hält und die Königin tötet. Ripley kann fliehen und begibt sich auf den Weg zur Betty.
Kurz bevor die Betty die Auriga verlässt, sieht Call auf einem Monitor, dass Ripley auf dem Weg zum Hangar ist, und öffnet ihr die Ladeluke, durch die sie in das Piratenschiff gelangt. Als Call versucht, die anscheinend defekte Ladeluke zu schließen, entdeckt sie im Schiff das Mischwesen, das ebenfalls durch die Luke an Bord gekommen ist. Das Wesen versteht die Situation und schließt die Luke. Einer der überlebenden Marines, der nach Call sehen wollte, wird von dem Mischwesen getötet. Als Call in die Gewalt der Kreatur gerät, wird sie von Ripley gerettet. Ripley schleudert Blut gegen ein Bullauge des Schiffs, das ein kleines Loch in das Glas ätzt. Während Ripley und Call sich festhalten können, wird das Mischwesen vom entstehenden Sog durch das kleine Loch ins Weltall gedrückt und dabei qualvoll zerstückelt.
Kurz nachdem die Auriga mit der Erdatmosphäre kollidiert ist und in einer riesigen Explosion zerstört wurde, können die Überlebenden Ripley, Call, Vriess und Johner mit der Betty sicher die Erde erreichen.

## Entstehung
Erste Gerüchte über eine Fortsetzung der Alien-Reihe entstanden direkt nach dem von Publikum und Kritikern zwiespältig aufgenommenen dritten Teil der Saga. Auf der World Science Fiction Convention 1993 in San Francisco gab es die erste offizielle Bestätigung der 20th Century Fox, dass eine weitere Fortsetzung der Alien-Reihe in einer frühen Entwicklungsphase stecke. Walter Hill und David Giler von Brandywine Productions waren von Joss Whedons Ideen, die Alien-Metamorphose weiterzuentwickeln, sehr beeindruckt und übergaben ihm die Entwicklung des Drehbuchs. Der von Fans oft geäußerte Wunsch, die Aliens auf die Erde zu bringen, wurde von Whedon schnell verworfen, da solch ein Film jedes verfügbare Budget überschritten hätte. Der neue Film sollte die Machart der ersten beiden Teile wiederbeleben und quasi eine Mischung aus klaustrophobischem Horror und permanenter Action werden.
Ein Problem für die Produzenten war die anfängliche Ablehnung Sigourney Weavers, im vierten Teil mitzuspielen. Anderthalb Jahre nachdem Whedon das Drehbuch geschrieben hatte und sein 30-seitiges Treatment ohne Ripley vorlag, machte das Studio einen Rückzieher: Ohne Ripley werde es keinen neuen Teil geben. Weaver sagte ihre Mitarbeit nach Durchsicht des qualitativ guten Drehbuchentwurfes schließlich unter der Voraussetzung zu, dass Alien 4 eine ernstzunehmende Fortführung der Geschichte werde. Whedons neues Drehbuch basierte dann auf dem Klonen von Ripleys Genen, was zu einem zentralen Thema des ganzen Films wurde und auch die Chance nutzte, Ripley einen völlig neuen Charakter zu geben. Diese Herausforderung nahm Weaver schließlich an und unterschrieb den Vertrag zu Teil vier. Das Casting von Winona Ryder, einem großen Fan der ersten drei Teile, gestaltete sich problemlos. Sie sagte zu, bevor sie überhaupt Informationen zu ihrer Rolle hatte.
Schwieriger verlief die Suche nach einem geeigneten Regisseur. Es fielen Namen wie Geoff Murphy, Steven Soderbergh, Mick Garris, Wes Craven, David Cronenberg, John Carpenter und George A. Romero. Cronenberg lehnte jedoch ab. Da man einen Regisseur mit ganz eigenem visuellen Stil suchte, kam auch der Name Jean-Pierre Jeunet ins Spiel, obwohl bekannt war, dass er nicht an der Inszenierung eines amerikanischen Filmes interessiert war. Zur Zusammenarbeit kam es letztendlich deshalb, weil Jeunet nicht nur Fan der ersten drei Alien-Teile war, sondern auch an einer Zusammenarbeit mit den fließend Französisch sprechenden Weaver und Ryder großes Interesse zeigte.

## Rezeption

### Erfolg
Der Film feierte am 26. November 1997 in den Vereinigten Staaten Premiere und kam einen Tag später in die deutschen Kinos. Mit einem Budget von 75 Millionen US-Dollar und einem weltweiten Einspielergebnis von etwa 161 Millionen Dollar war er damit der bis dahin finanziell erfolgreichste Film der Alien-Reihe.

### Kritik
Alien – Die Wiedergeburt stieß auf ein geteiltes Echo. Die Durchschnittsbewertung von über 20 Filmkritiken betrug 63 %. Manche Kritiker hielten die Fortsetzung für uninspiriert und überflüssig, während andere in ihr eine teilweise Rückkehr zum hochgelobten ersten Teil aus dem Jahr 1979 sahen.

„Auf reizvolle Weise verbinden sich Ausstattung, Besetzung und Handlungsaufbau zu einem Science-Fiction-Bühnenzauber der besseren Spielart, das gleichermaßen vom europäischen Autorenkino und von amerikanischer Perfektion profitiert.“

„Der Film besticht […] nicht nur durch kompetente Inszenierung, den Witz, den sein Vorläufer so kläglich vermissen ließ, und ein bemerkenswertes Darstellerensemble – die Innenräume (anstelle der klaustrophobischen Räume seiner Vorgänger setzt Jeunet zumeist auf große, gedehnte Hallen, die der Schauspielerinteraktion guttun) sind vielleicht die am liebevollsten und optisch schönsten gearbeiteten der Serie. Insofern ist Alien Resurrection ebenso Weavers Film wie der des Regisseurs: Hier wird eine glückliche Verbindung aus einem althergebrachten Stoff und originellem, persönlichem Stil gefunden.“

„Der Teufel steckt indes im Detail. So sehr spektakuläre Effekte, Scope und Dynamik dem ‚Alien‘-Mythos zur Auferstehung verhelfen, so sehr wurde bei allen Nebenfiguren geschludert. Dass die Show Ripley und den Aliens gehört, ist auch ohne die resolute Co-Produzentin Sigourney Weaver gerechtfertigt. Aber musste der Rest der Gang deshalb zum kalauernden Kanonenfutter gerinnen? Dem Zuschauer ist es egal, wie viele der mitstreitenden Weltraum-Piraten erlegt werden, da sie zu schwach integriert sind, um echte Anteilnahme zu erzeugen. Am undankbarsten ist das für Winona Ryder, die als menschelnder Android an aller Dramatik vorbeihuscht und deren Prominenz ihren Part weit übersteigt. Möge auch sie in Zukunft rehabilitiert werden. Denn Fortsetzung folgt. Unbedingt.“

Drehbuchautor Joss Whedon war hingegen mit dem fertigen Film unzufrieden. 2005 antwortete er sinngemäß auf die Frage, was den Film von seinem Original-Drehbuch unterscheidet, dass dieses ganz einfach „grauenvoll umgesetzt“ worden und der Film somit so gut wie „unanschaubar“ sei.

## Special Edition
Die 2003 veröffentlichte Aliens-Quadrilogy-DVD-Box enthält eine Alternativfassung von Alien — Die Wiedergeburt, welche ein Jahr später auch als Special Edition separat erschien. Sie ist um gut sieben Minuten länger und zeigt am Ende die Erde verwüstet. Ripley und Call sitzen am Rande des zerstörten Paris.
Die Special Edition enthält einen Kommentar von Regisseur Jeunet, der die normale Kinofassung vorzieht.

## Auszeichnungen (Auswahl)
- 1997 erhielt der Film den Bogey Award.
- 1998 wurde Winona Ryder mit dem Blockbuster Entertainment Award als Beste Nebendarstellerin ausgezeichnet.

## Hintergrund
- Der Franzose Jean-Pierre Jeunet hatte ständig Dolmetscher am Set, da er kein Wort Englisch sprach.
- Das Drehbuch von Joss Whedon wurde von mehreren Script Doctors überarbeitet, um es den Erwartungen der Produzenten anzupassen.
- Anfangs wurde spekuliert, wie der vierte Teil der Saga seinen Lauf nehmen soll. Einmal wurde die jetzige Fassung genannt, wonach Ripley in der Zukunft geklont wird und ihr dann die „Königin“ entnommen wird. In der anderen Fassung war angeblich geplant, dass der dritte Teil der Saga lediglich ein Traum von Ripley sein sollte, den sie auf dem Heimflug zur Erde hatte. Entweder sollten dann ein Alien oder abgelegte Eier der Königin unfreiwillig mit an Bord gewesen sein.
- Im Jahr 2000 erschien nach einigen Verzögerungen exklusiv für die PlayStation ein Videospiel mit gleichnamigem Titel. Es handelt sich um einen Ego-Shooter mit Mausunterstützung und Original-Soundeffekten aus dem Film. Der Vertrieb erfolgte durch Fox Interactive und Electronic Arts.
- Das klassische Stück, das im Hintergrund der Besprechung zwischen Perez und Elgyn ertönt, ist die Arie Priva son d’ogni conforto aus der Oper Giulio Cesare von Georg Friedrich Händel.
- Die deutsche Horrorpunk-Band The Other veröffentlichte 2004 auf ihrem Album They’re Alive! den Song Ripley 8, welcher von dem Film handelt.
- Die deutsche Hip-Hop-Band Die Firma hat auf ihrem zweiten Album im Song 11 einen Teil des ersten Dialogs zwischen Weavers und Ryders Figur als Song-Intro gewählt.[12]
- Rudolf „Rudy“ Ratzinger sampelte einige englische Textstellen Weavers und Ryders in den Song Bleed In Silence seines deutschen Musikprojekts wumpscut.
- Als Requisite wurde das Spiel Atom Zone von Argonaut Games entwickelt. Auflösung und Anzahl der Polygone überstieg die Leistungsfähigkeit kommerzieller Systeme. Die wenigen Sekunden wurden mit einer Doppelgrafikkarte berechnet.[13]

## Soundtrack
Der Soundtrack zum Film erschien unter dem Titel Alien – Resurrection am 24. November 1997. Komponist ist John Frizzell.